# Géographie du Luxembourg
Le Luxembourg est un pays de l'Europe de l'Ouest. C'est un pays enclavé entre la Belgique, l'Allemagne et la France. Le Grand-Duché de Luxembourg a une superficie de 2 586 km2. Il s'étend du nord au sud sur une distance maximale de 82 km et d'est en ouest sur 58 km. Son point culminant est le Kneiff (560 m).

## Statistiques
- Distance nord-sud :

Lieu situé le plus au nord : Huldange 50° 10′ de latitude Nord
Lieu situé le plus au sud : Rumelange 49° 27′ de latitude Nord
- Distance ouest-est : 58 km

Lieu situé le plus à l'ouest : Surré 5° 44′ de longitude Est
Lieu situé le plus à l'est : Rosport 6° 32′ de longitude Est
- Frontières terrestres : 359 km (France 73 km ; Belgique 148 km ; Allemagne 138 km)
- Littoral : 0 km

## Géographie physique

### Géomorphologie

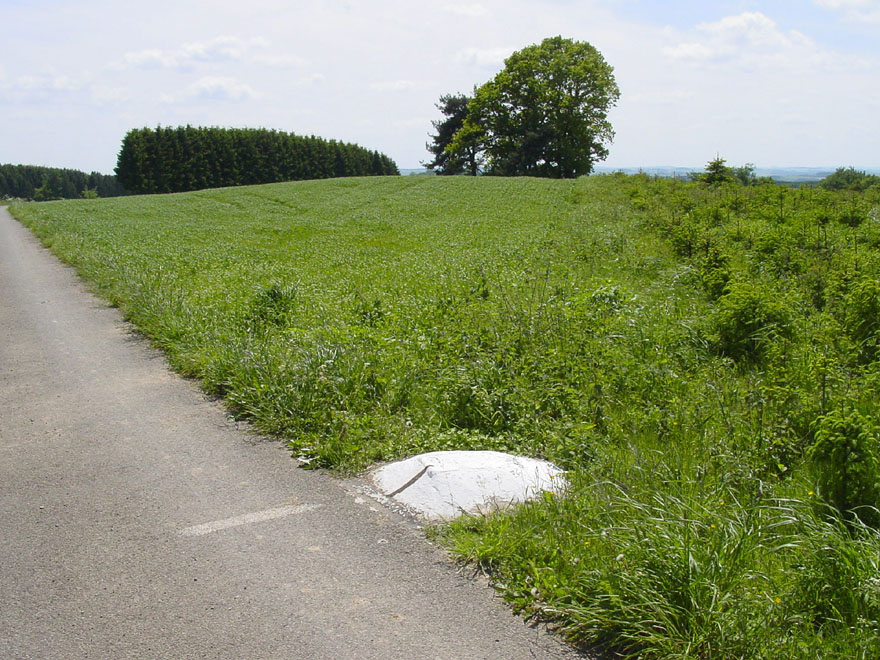
Kneiff, le point culminant du Luxembourg.

Le point culminant du pays est le Kneiff, avec 560 mètres d'altitude, tandis que le point le moins élevé se situe à 130 mètres, à Wasserbillig. La capitale Luxembourg se trouve à 304 mètres d'altitude (place d'Armes au centre-ville).

### Régions naturelles

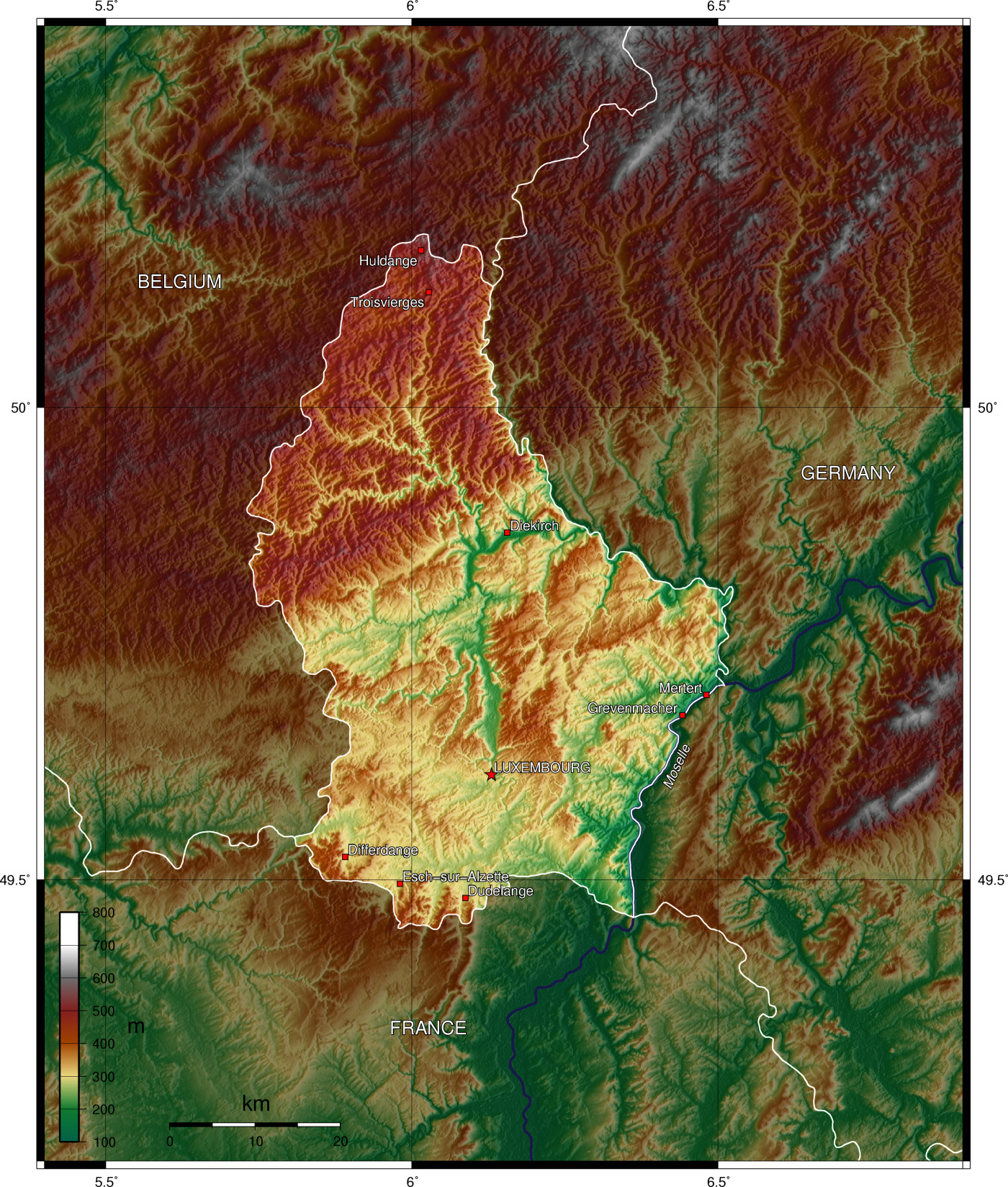
Relief du Luxembourg. Nette distinction entre l'Oesling au nord et le Gutland au sud.

Le pays est partagé en deux régions géographiques bien distinctes :
- L'Oesling, au nord, s’étendant sur 828 km2 et d'une altitude moyenne de 450 mètres, couvre environ le tiers du territoire luxembourgeois. Il constitue la partie orientale du massif de l'Ardenne.

- Le Gutland ou « Bon Pays », au centre et au sud du pays, s’étendant sur 1 758 km2 et d'une altitude moyenne de 215 mètres, forme le reste du territoire. À l'est, le Gutland est délimité par la vallée viticole de la Moselle et au sud il se prolonge par le plateau lorrain.

Le Gutland est lui-même divisé en cinq sous-régions naturelles :
- La Vallée des sept châteaux
- La Petite Suisse luxembourgeoise
- Le plateau de Luxembourg
- La vallée de la Moselle
- Les Terres Rouges

### Hydrographie
À l'exception de la Chiers tributaire de la Meuse, l'ensemble des cours d'eau du pays appartient au bassin versant de la Moselle et par la suite du Rhin. Parmi les grands cours d'eau il y a la Sûre dans le centre, l'Alzette dans le sud, et la Wiltz dans le nord.
Le Luxembourg compte un certain nombre de petits cours d'eau, telles l'Eisch, l'Alzette et la Pétrusse, mais la rivière principale est la Moselle avec ses affluents, la Sûre et l'Our. Leur cours sert de frontière naturelle entre le Luxembourg et l'Allemagne. Le long de leurs berges, on trouve pour la plupart des châteaux médiévaux.
Le lac de la Haute-Sûre est la plus grande étendue d'eau dans le Grand-Duché. Entouré par une végétation luxuriante et de pacifiques ruisseaux, le lac est devenu un lieu pour les sports nautiques, comme la voile, le canoë, et le kayak. De telles activités de plein air, qui ont fait une place attrayante pour les touristes, ont conduit à la croissance d'une industrie de l'artisanat local.
La ville d'Esch-sur-Sûre est située à une extrémité du lac. En amont de la ville, le fleuve a été endigué pour former une centrale hydroélectrique de 10 km de long jusqu'à la vallée. Le barrage de la Haute-Sûre a été construit dans les années 1960 pour répondre aux exigences d'eau potable du pays.
Voir aussi: Liste des cours d'eau du Luxembourg

### Climat

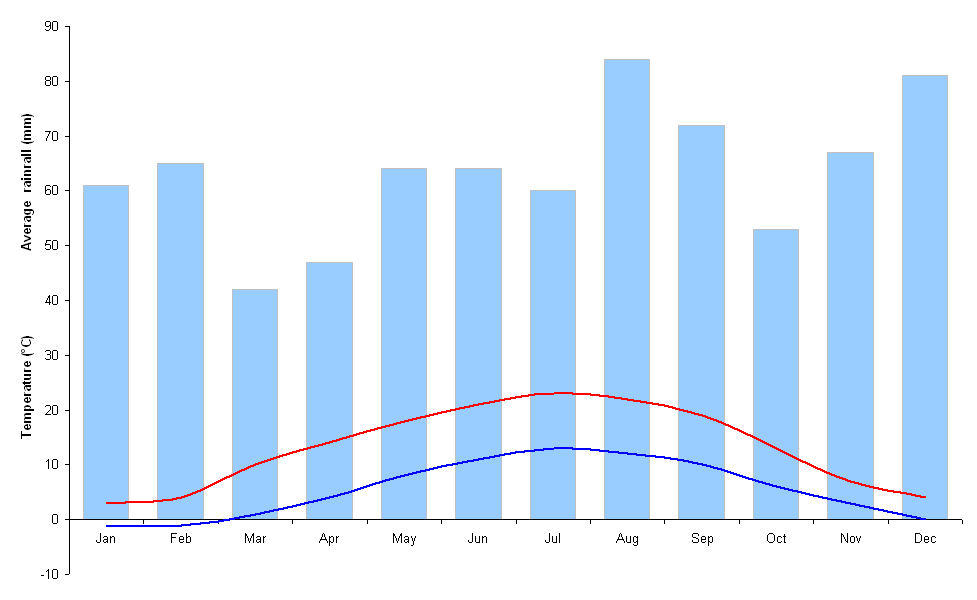

Le climat du Grand-Duché est de type océanique dégradé. On y relève une température moyenne annuelle de l'ordre de 9 °C. On n'est plus dans le climat océanique typique de Belgique ou du nord-ouest de la France. La barrière des Ardennes favorise des influences déjà plus continentales. Comme le pays jouit d'un climat tempéré, les hivers sont relativement doux, les étés agréables. Le total des précipitations est assez élevé.
On peut distinguer deux grandes zones climatiques : le nord (Oesling), qui fait partie du massif ardennais et présente un relief accentué avec des altitudes allant jusqu'à 560 m, et le sud (Gutland), vallonné et dans la prolongation du bassin parisien, avec une altitude moyenne autour de 250 m. Le nord, faiblement peuplé, présente un climat frais et humide. Ainsi, la ville de Clervaux atteint une température moyenne annuelle de 8 °C. Dans le sud, les hivers sont plus doux et en été les températures sont plus élevées, en particulier dans la vallée de la Moselle. Les cultures, et en particulier la production de vin, prospèrent dans la région avec une température moyenne annuelle entre 9 et 10 °C.
En hiver, comme le Nord de la France et la Belgique, le Luxembourg subit une influence considérable de l'Atlantique, avec des passages fréquents de dépressions. Il en résulte un ciel souvent couvert. La neige n'est pas rare en hiver, mais la pluie prédomine. Au cours de l'été, une chaleur excessive est rare même si de brefs épisodes caniculaires avec des températures dépassant 35 °C peuvent survenir. Inversement, en cas d'influence atlantique, des épisodes de temps frais sont possibles en été.
Les précipitations diminuent de l'ouest vers l'est. Elles atteignent 1 200 mm par an dans certaines régions de l'ouest, se situent autour de 800 mm pour la ville de Luxembourg, et atteignent un minimum autour de 700 mm dans la vallée de la Moselle. La station météorologique de l'aéroport de Luxembourg a mesuré pour la période de référence 1981-2010 un ensoleillement annuel moyen de 1 725 heures. Les mois les plus ensoleillés sont ceux de mai à août.

### Végétation
Les types de forêts naturelles colonisant le territoire du Grand-Duché sont principalement la hêtraie sur les sols meubles ainsi que la chênaie et la hêtraie-chênaie sur les sols lourds. Ces forêts sont aussi constituées d'autres feuillus, comme l'érable sycomore, le frêne, le merisier, le charme, l'orme, le tilleul, le bouleau et le tremble.
La forêt luxembourgeoise couvre environ 88 000 ha, soit plus d'un tiers du territoire du pays. Les feuillus occupent 64 % de cette surface, et les résineux 36 %. Avec 55 % de la surface forestière totale, l'Oesling est plus boisé que le Gutland. En Oesling, les feuillus et les résineux couvrent une surface égale, alors que dans le Gutland les feuillus dominent (75 %). La plus grande forêt du pays est le Grünewald, principalement constituée de hêtres, et qui couvre 4 500 ha. Elle est établie sur le grès de Luxembourg à proximité de la capitale.
La forêt luxembourgeoise, surtout dans l'Oesling, est victime d'enrésinement. Ces forêts sont issues d'un reboisement abusif de taillis et de terrains peu rentables après la Seconde Guerre mondiale, l'arbre le plus utilisé étant l'épicéa commun. Cependant, tous les résineux, à l'exception du pin sylvestre sont étrangers à l'écosystème naturel du Grand-Duché. L’analyse des âges des peuplements fait apparaître un déficit chronique de jeunes peuplements, et ce particulièrement pour le hêtre et les chênes indigènes.
| Spécification                               | 1986 | 1993 | 2000 | 2007 | 2013 | 2015 | 2016 | 2017 | 2018 | 2019 |
| ------------------------------------------- | ---- | ---- | ---- | ---- | ---- | ---- | ---- | ---- | ---- | ---- |
| Arbres sans dommages                        | 77,1 | 42,2 | 43,6 | 43,6 | 33,8 | 30,5 | 28,6 | 29,6 | 31,8 | 13,4 |
| Arbres légèrement endommagés                | 18,7 | 34   | 33   | 32,5 | 33,1 | 36,6 | 33,1 | 40,1 | 36,8 | 36,6 |
| Arbres nettement endommagés et arbres morts | 4,2  | 23,8 | 23,4 | 23,9 | 33,1 | 32,9 | 38,3 | 30,3 | 31,4 | 50   |

## Géographie humaine

### Géographie politique et institutionnelle
Le Luxembourg est organisé autour de deux principaux échelons : le canton et la commune.
Le territoire est découpé en 12 cantons qui ont pour seuls rôles de définir les découpages des arrondissements judiciaires, au nombre de deux et des circonscriptions législatives, au nombre de quatre.
Chaque canton regroupe plusieurs communes, qui sont au total au nombre de 100 depuis 2023, dont douze ont officiellement le statut de ville, qui n'est qu'un statut honorifique attribué à des communes de population très diverses.

### Typologie du territoire
Le pays est constitué de trois pôles urbains, dont le plus important est l'agglomération de Luxembourg centrée autour de la capitale, et de loin la ville la plus importante, Luxembourg. Elle est située dans le Gutland, tout comme l'agglomération sud ou Région Sud dans les Terres Rouges, à la frontière avec la France, où l'on retrouve des villes importantes comme Esch-sur-Alzette, Dudelange, et Differdange. Ces deux pôles regroupent à eux seuls les deux tiers de la population du pays.
Au nord, dans l'Oesling, on retrouve la troisième agglomération, de loin la plus petite, la Nordstad. En outre, plusieurs communes à travers le pays, comme Clervaux ou Remich, forment de petites agglomérations.

### Population
La population du Luxembourg se chiffrait à 626 100 habitants en janvier 2020, dont 329 600 Luxembourgeois.

### Infrastructures de transport
La dichotomie entre le Gutland au sud et l'Oesling au nord se retrouve dans les infrastructures de transports, autoroutières comme ferroviaires, qui sont majoritairement concentrées dans le Gutland.
Le Gutland est maillé par des infrastructures assurant principalement la liaison entre la ville de Luxembourg et les Terres Rouges ou avec les pays voisins (Allemagne, Belgique et France), tandis que dans l'Oesling elles se concentrent principalement le long de la vallée de l'Alzette pour connecter le nord du pays à la capitale.

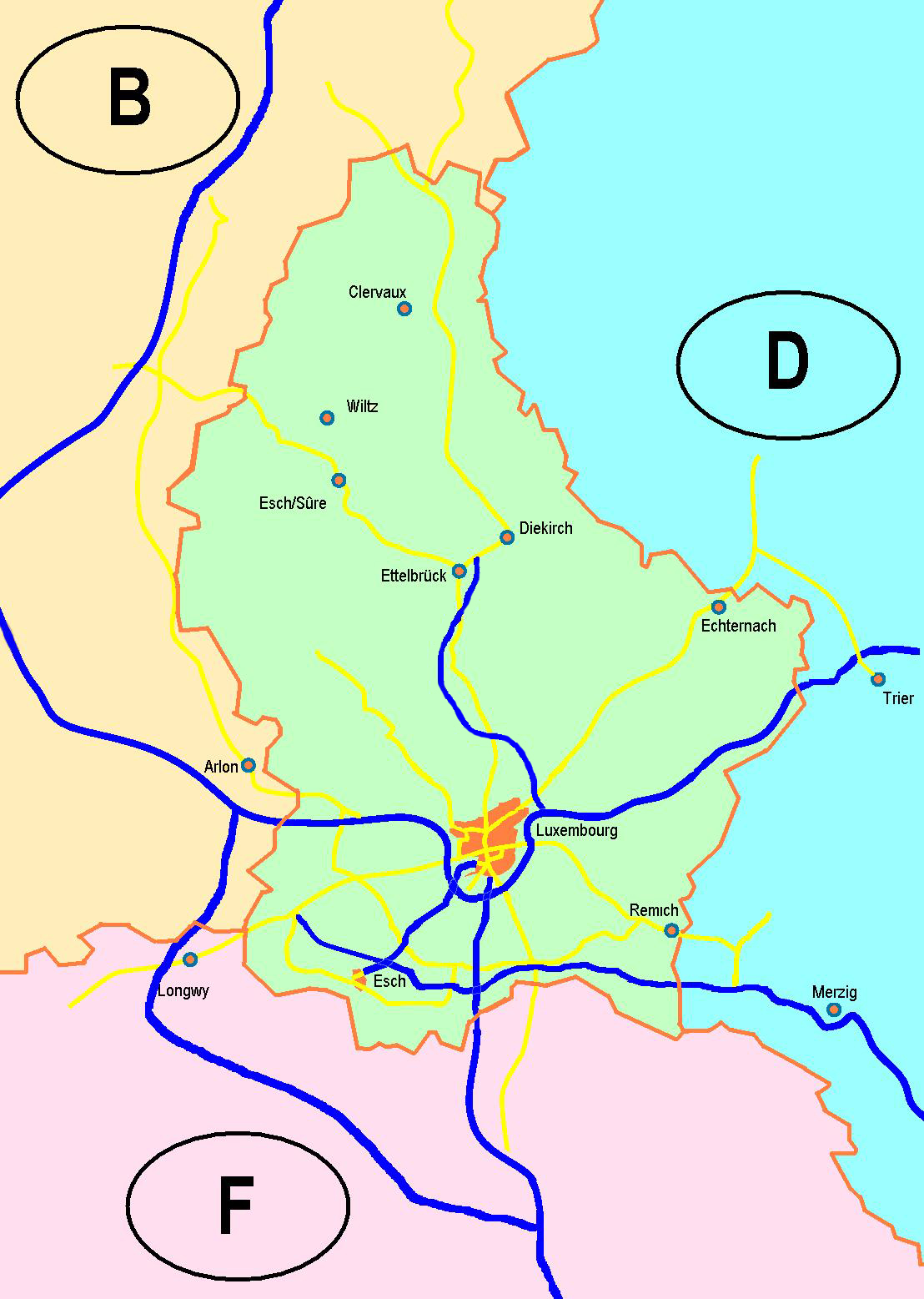
Carte du réseau autouroutier.
Carte du réseau ferroviaire.

## Sources
- Le Luxembourg sur le CIA World FactBook
- La forêt luxembourgeoise